# Istiblennius edentulus
Istiblennius edentulus es una especie de pez de la familia Blenniidae en el orden de los Perciformes.

## Morfología
Los machos pueden llegar alcanzar los 16 cm de longitud total.

## Reproducción
Es ovíparo.

## Hábitat
Es un pez de mar y de clima tropical y asociado a los  arrecifes de coral que vive entre 0-5 m de profundidad.

## Distribución geográfica
Se encuentra desde el Mar Rojo hasta el África Oriental, las Islas de la Línea, las Islas Marquesas, las Tuamotu y el sur del Japón.